# Летище „Гьотеборг-Ландветер“
Летище „Гьотеборг-Ландветер“ (на шведски: Göteborg-Landvetter flygplats, код: GOT/ESGG, е международно летище, обслужващо района на Гьотеборг в Швеция. С пътникопоток от 6,4 милиона пътници през 2016 г. е на 2-ро място в страната (след летище „Арланда“). Управлява се от националната летищна компания Swedavia. Летището е кръстено на малкия град Ландветер, който се намира в община Херюда. Намира се на 20 км юг-югоизток  от Гьотеборг и на 40 км западно от Бурос.

## История
Летището е отворено през 1977 г. Обслужването на пътниците до 1977 г. е било на Torslanda Airport, северно от Гьотеборг. По-късно някои ниско бюджетни авиокомпании започват обслужване от бившето военно летище Säve, което е преименувано от Säve Flygplats на Gothenburg City Airport.

## Терминали и авиационен трафик
Летище Ландветер има два терминала, местен и международен, но са слети в един.
| Авиокомпания      | Град – Летище    |
| ----------------- | ---------------- |
| Air Berlin        | Берлин „Тегел“   |
| Austrian Airlines | Виена            |
| British Airways   | Лондон „Хийтроу“ |
| Brussels Airlines | Брюксел          |

## Трафик
| Летище                      | Брои пътници |
| --------------------------- | ------------ |
| Stockholm-Arlanda Airport   | 748 940      |
| Stockholm-Bromma Airport    | 444 038      |
| Malmö Airport               | 34 314       |
| Sundsvall-Härnösand Airport | 22 608       |
| Luleå Airport               | 21 154       |

| Град       | Държава        | Пътници | Авиокомпания                                |
| ---------- | -------------- | ------- | ------------------------------------------- |
| Копенхаген | Дания          | 359 071 | SAS                                         |
| Амстердам  | Холандия       | 307 618 | KLM                                         |
| Франкфурт  | Германия       | 282 526 | SAS, Луфтханза                              |
| Хелзинки   | Финландия      | 172 854 | Blue 1, Finnair, City Airline               |
| Мюнхен     | Германия       | 144 939 | Lufthansa                                   |
| Париж      | Франция        | 138 943 | Air France                                  |
| Лондон     | Великобритания | 137 281 | SAS, British Airways                        |
| Брюксел    | Белгия         | 120 299 | Brussels Airlines                           |
| Лас Палмас | Испания        | 87 318  | Thomas Cook Airlines, Novair, TUIfly Nordic |
| Осло       | Норвегия       | 82 959  | Widerøe                                     |

## Транспорт до летището
Автобус: Flygbussarna превозва пътници до Гьотеборг за 20 минути, и за 30 минути до централната гара на Гьотеборг.
Разстоянието до Гьотеборг е 25 км и до Бурос 45 км, и двата пътя са магистрали. Повечето местни хора ползват 15 км пократкия път между Härryda и Lerum означаван по знаците „Härskogen“. Той целенасочено е слабо отразен по табелите на пътя за да се избегне по-голям трафик по този тесен и изпълнен със завой път..
Има 7300 паркоместа на летището.
Има план за построяване на пряк път от железопътния път между Гьотеборг-Бурос с тунел и гара под летището. Строителството е планирано да започне през 2016 г., а да влезе в експлоатация през 2019 г.

## Товарни превози
Ландветер е важно летище за превоз на товари. През 2007 г. са превозени 60100 тона въздушни товарни превози  или около 60 % от тези на летище Arlanda. За разлика от летище Arlanda и другите големи летища там не липсват слотове за кацане.